# Enlinia anomalipennis
Enlinia anomalipennis är en tvåvingeart som beskrevs av Robinson 1969. Enlinia anomalipennis ingår i släktet Enlinia och familjen styltflugor. Inga underarter finns listade i Catalogue of Life.